# Alfa Romeo Matta
Alfa Romeo 1900M (även kallad Alfa Romeo Matta) är en terrängbil tillverkad av den italienska biltillverkaren Alfa Romeo mellan 1952 och 1954.

## Alfa Romeo Matta
I början av 1950-talet fick Alfa Romeo i uppdrag av italienska militärmakten att ta fram ett fyrhjulsdrivet fordon. Den tekniska uppbyggnaden var mycket lik samtida Jeep och Land Rover men Alfa Romeo kostade på individuell hjulupphängning fram. Motorn hämtades från 1900-modellen men var nedtrimmad till 65 hk. Tillverkningen upphörde sedan militären valt att köpa den enklare och billigare Fiat Campagnola istället.